# Simon Anthamatten
Simon Anthamatten (* 16. června 1983) je švýcarský horolezec a horský vůdce, bývalý reprezentant v ledolezení, vítěz celkového hodnocení světového poháru v ledolezení.
Jako horský vůdce a instruktor lyžování pracuje v Zermattu se svými dvěma mladšími bratry Martinem (* 1984, aspirant na horského vůdce /2019/) a Samuelem (* 1986, horský vůdce). Samuel se také účastnil mezinárodních závodů v ledolezení, kde získal bronz na mistrovství světa.

## Výkony a ocenění
- 2005: vicemistr světa v ledolezení
- 2008: vítěz celkového hodnocení světového poháru v ledolezení
- 2014: nominace na ocenění Zlatý cepín
- horský vůdce UIAGM

### Závodní výsledky
| Mistrovství světa v ledolezení | Mistrovství světa v ledolezení | Mistrovství světa v ledolezení | Mistrovství světa v ledolezení |
| Rok                            | 2005                           | 2007                           | 2009                           |
| ------------------------------ | ------------------------------ | ------------------------------ | ------------------------------ |
| Obtížnost                      | 2                              | —                              | 4                              |

| Světový pohár v ledolezení | Světový pohár v ledolezení | Světový pohár v ledolezení | Světový pohár v ledolezení | Světový pohár v ledolezení | Světový pohár v ledolezení | Světový pohár v ledolezení |
| Rok                        | 2003                       | 2006                       | 2007                       | 2008                       | 2009                       | 2010                       |
| -------------------------- | -------------------------- | -------------------------- | -------------------------- | -------------------------- | -------------------------- | -------------------------- |
| Obtížnost                  | 6-7                        | 9                          | —                          | 1                          | 9                          | 28                         |
| jednotlivě* (2/0/1)        | ?,,?,?                     | 5,-,6,-,-                  | —                          | ,7,                        | 8,4,-                      | -,-,13,-                   |

* pozn.: napravo jsou poslední závody v roce

### Lezení v horách
- 18. července 2013: Prvovýstup na vrchol Kunjang Kiš East, Hispar Muztagh, Karákóram, Pákistán (7 400 m n. m.) — Hansjörg Auer, jeho bratr Matthias Auer (Rakousko) a Simon Anthamatten (Švýcarsko). Výstup byl nominován jako jeden z pěti finalistů pro ocenění Zlatý cepín v roce 2014.